# Comparution volontaire
En procédure pénale française, la comparution volontaire est un mode de saisine du tribunal. Elle permet à une personne ayant commis une infraction de se présenter librement devant le tribunal pour être jugée, sans avoir été préalablement citée à comparaître .
La comparution volontaire est souvent utilisée en cas de nullité de la citation.

## Définition
La comparution volontaire permet à une personne ayant commis une infraction de se présenter librement devant le tribunal pour être jugée, sans avoir été préalablement citée à comparaître. Cette comparution peut avoir lieu soit sur avertissement du ministère public, soit sans avertissement préalable.

## Conditions

### Avertissement préalable du ministère public
Dans ce cas, le ministère public délivre un avertissement énonçant le délit concerné et les textes le réprimant. Si la personne comparaît devant le tribunal, celui-ci est saisi sans qu'une citation à comparaître soit nécessaire. Le consentement à comparaître doit être exprès et mentionné dans le jugement.

### Sans avertissement préalable
Si la personne se présente librement sans avertissement du ministère public, le tribunal n'est pas automatiquement saisi. Le tribunal décidera de juger l'affaire uniquement si le ministère public prend des réquisitions à son encontre et estime être en état de la juger.